# Wrak van Antikythera
Het Wrak van Antikythera is een scheepswrak voor de kust van het Griekse eiland Antikythera (locatie 35° 53' 23" (35.8897)N en 23° 18' 28" (23.3078)E).

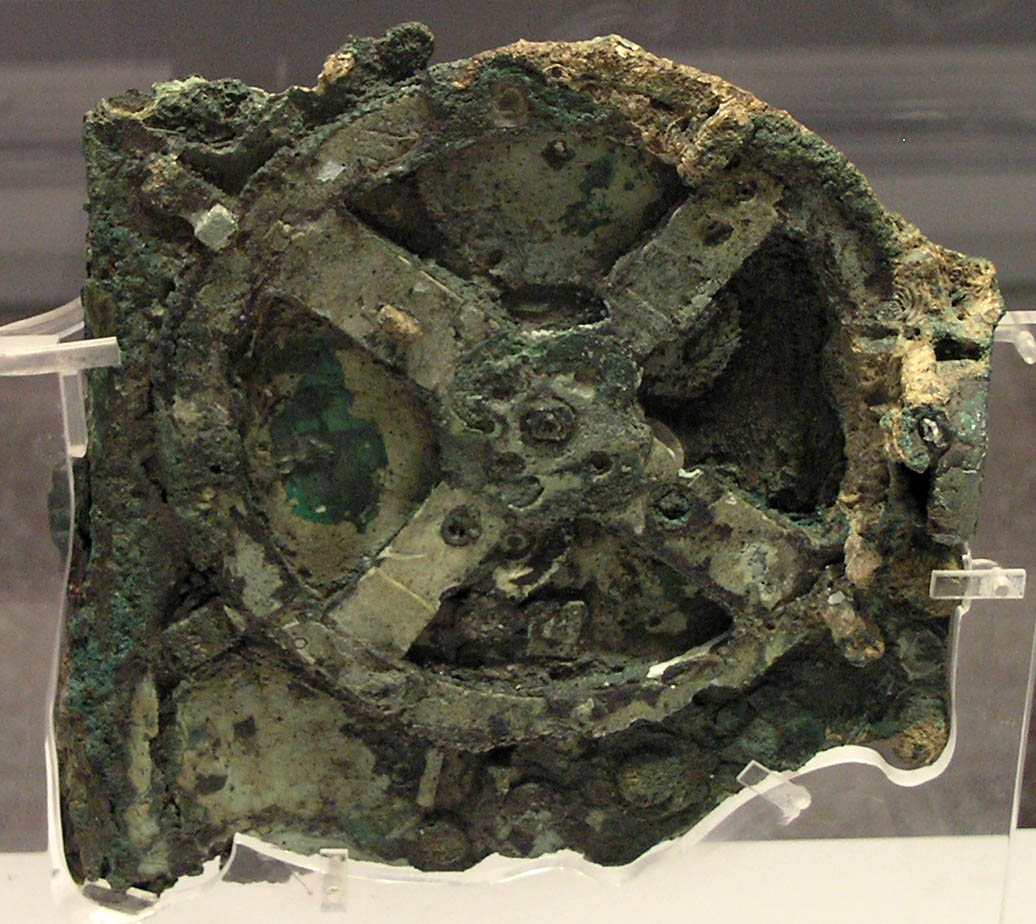
het Mechanisme van Antikythera.

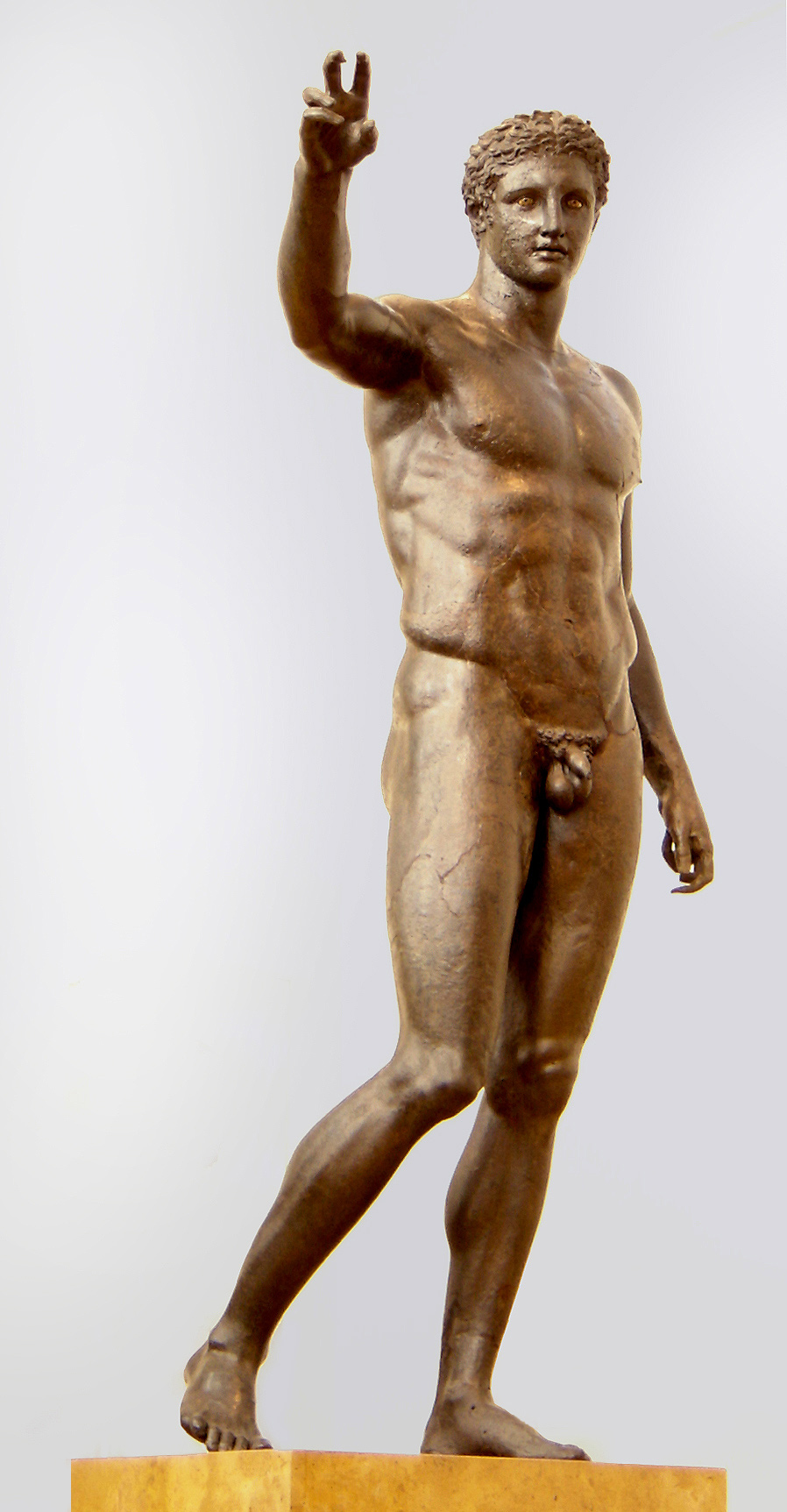
de efebe van Antikythera

## Ontdekking

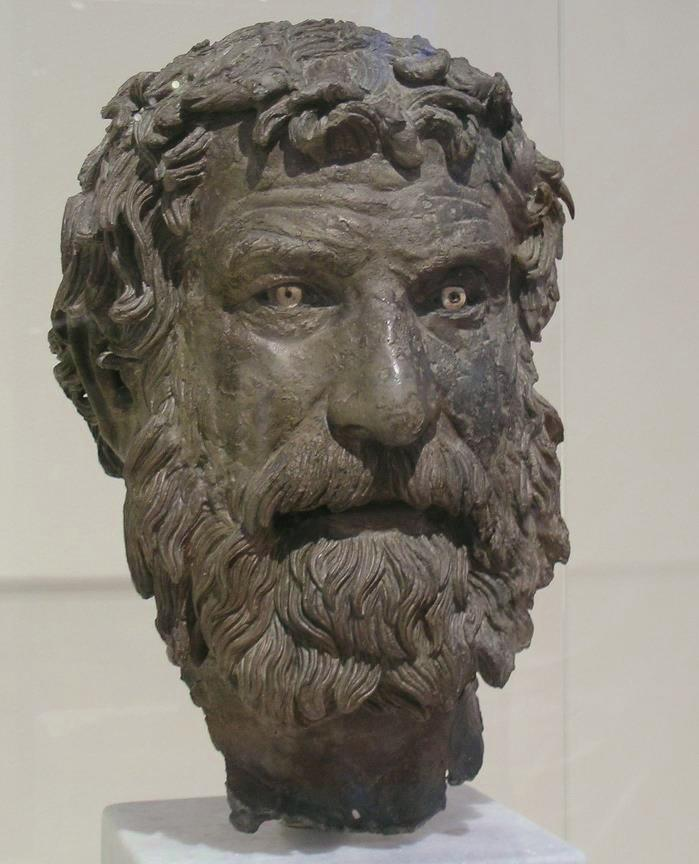
Het filosofenhoofd van Antikythera

Het wrak werd in oktober 1900 ontdekt door een team van sponsduikers onder leiding van Dimitrios Kondos. Het op 60 meter diepte gelegen wrak werd binnen twee jaar leeggehaald door archeologen. Een unieke schat van voorwerpen uit de oudheid werd boven water gehaald en geconserveerd. Onder de gevonden voorwerpen bevinden zich de efebe van Antikythera, het hoofd van de filosoof van Antikythera en het Mechanisme van Antikythera, dat wordt beschouwd als de eerste analoge computer.

## Datering
Het is moeilijk precies aan te geven wanneer het schip is verloren is gegaan. Men gaat ervan uit dat het ergens tussen de vierde en de eerste eeuw voor christus is gezonken.
Sommige onderzoekers vermoeden dat het schip een deel van de buit van de Romeinse generaal Sulla aan boord had, en dat het op weg was naar Italië. Dit zou betekenen dat het tussen 100 en 50 v.Chr. is vergaan. Datering van het Antikythera mechanisme was eerst 87 v.Chr..
De inscripties op het mechanisme duiden aanvankelijk op 2e eeuw voor Christus tot 2e eeuw na Christus. C14-datering van de houten romp leverde een tijdvak tussen 260 v.Chr. - 180 v.Chr. De vorm van het aardewerk gaf de eerste helft van de 1e eeuw v.Chr. aan. Een expeditie van Jacques Cousteau in 1976 bracht zilveren en bronzen munten naar boven, die aantoonden dat het schip tussen 70 en 60 v.Chr. zonk, waarschijnlijk op weg van Pergamum naar Rome. 